# Majoráns kritérium
A Cauchy-kritérium megadja a numerikus sorok konvergenciájának pontos feltételét, azonban a gyakorlatban ritkán használható, mert nehéz ellenőrizni. Ezért szükség van egyszerűbben ellenőrizhető kritériumokra is. Ilyen a majoráns kritérium is.
Majoráns kritérium: Tegyük fel, hogy a {\displaystyle \sum _{n=1}^{\infty }a_{n}} és {\displaystyle \sum _{n=1}^{\infty }b_{n}} végtelen sorok tagjaira minden elég nagy n esetén fennáll {\displaystyle |a_{n}|\leq b_{n}}. Ha a {\displaystyle \sum _{n=1}^{\infty }b_{n}} sor konvergens, akkor {\displaystyle \sum _{n=1}^{\infty }a_{n}} abszolút konvergens.
Bizonyítás: Véges sok tag megváltoztatása nem befolyásolja a sorok konvergenciáját, ezért feltehetjük, hogy {\displaystyle |a_{n}|\leq b_{n}} minden n-re teljesül. Ebből következik, hogy a {\displaystyle \sum _{n=1}^{\infty }|a_{n}|} sor részletösszegei nem nagyobbak {\displaystyle \sum _{n=1}^{\infty }b_{n}} megfelelő részletösszegeinél. Az utóbbiak sorozata felülről korlátos, hiszen {\displaystyle \sum _{n=1}^{\infty }b_{n}} konvergens. Így a {\displaystyle \sum _{n=1}^{\infty }|a_{n}|} sor részletösszegeinek sorozata is felülről korlátos, tehát a monoton konvergencia tétel szerint a sor részösszegeinek sorozata konvergens, vagyis a sor definíció szerint konvergens.